# Nemesia congener
Nemesia congener là một loài nhện trong họ Nemesiidae.
Nemesia congener được miêu tả năm 1874 bởi O. P.-Cambridge.